# Thân vương xứ Condé
Nhà Bourbon-Condé (Tiếng Pháp: Maison de Bourbon-Condé), là một gia đình quý tộc của Pháp thuộc chi nhánh của Vương tộc Bourbon, được đặt theo tên của địa danh Condé-en-Brie, hiện thuộc tỉnh Aisne, vùng Hauts-de-France. Tên của gia tộc bắt nguồn từ tước hiệu Thân vương xứ Condé (tiếng Pháp: Prince de Condé) ban đầu được lập ra vào khoảng năm 1557 để trao cho nhà lãnh đạo Tin lành người Pháp, Louis de Bourbon (1530–1569), chú của Vua Henry IV, và các hậu duệ nam giới của ông đã truyền nhau tước vị này.
Dòng Bourbon-Condé tuyệt tự vào năm 1830, khi hậu duệ đời thứ tám của vị thân vương đầu tiên là Louis Henri Joseph de Bourbon, qua đời mà không có con trai. Tước hiệu thân vương xứ Condé được tái lập dưới thời Quân chủ Tháng Bảy và trao cho Louis d'Orléans (qua đời năm 1866), cháu nội của vua Louis-Philippe I của Pháp.

## Lịch sử
Các Thân vương xứ Condé xuất thân từ gia tộc Vendôme - tổ tiên của Vương tộc Bourbon hiện đại. Chưa bao giờ có một Thân vương quốc, hay chư hầu chủ quyền của xứ Condé nào được thành lập. Cái tên này chỉ đóng vai trò là nguồn lãnh thổ của một tước hiệu cho Louis, người được thừa kế từ cha mình, Charles IV de Bourbon, duc de Vendôme (1489–1537), lãnh chúa của Condé-en-Brie ở Champagne, bao gồm Château de Condé và hàng chục ngôi làng cách Paris khoảng 50 dặm về phía Đông.
Nó đã được truyền từ các quý ông của Avesnes, cho các Bá tước của St. Pol. Khi Marie de Luxembourg-St.Pol kết hôn với François, Bá tước xứ Vendôme (1470–1495) vào năm 1487, Condé-en-Brie trở thành một phần tài sản sở hữu của gia tộc Bourbon-Vendôme.